# Jak zabić psa sąsiada?
Jak zabić psa sąsiada? (ang. How to Kill Your Neighbor’s Dog) – amerykańsko-niemiecka komedia obyczajowa z 2000 roku w reżyserii Michaela Kalesniko.

## Fabuła
Mieszkający w Los Angeles autor sztuk teatralnych, Peter McGowan, szuka inspiracji. Zaprzyjaźnia się z ośmioletnią dziewczynką z porażeniem mózgowym, która, podobnie jak on, nie znosi bezustannie szczekającego psa sąsiada. Znajomość nie tylko podsuwa pisarzowi wiele interesujących pomysłów, ale również, ku zadowoleniu żony Petera, przekonuje go, że byłby wspaniałym ojcem.

## Obsada
- Kenneth Branagh – Peter McGowan
- Robin Wright Penn – Melanie McGowan
- Lynn Redgrave – Edna
- Jared Harris – fałszywy Peter
- David Krumholtz – Brian Sellars
- Peter Riegert – Larry
- Johnathon Schaech – Adam
- Peri Gilpin – Debra Salhany
- Suzi Hofrichter – Amy Walsh